# Bysław
Bysław (niem. Gross Bislaw, 1942-1945 Bislau) – wieś w Polsce, położona w województwie kujawsko-pomorskim, w powiecie tucholskim, w gminie Lubiewo, na wschodnim obrzeżu Borów Tucholskich, przy drodze wojewódzkiej nr 240, nad Jeziorem Bysławskim.
W latach 1954–1972 wieś należała i była siedzibą władz gromady Bysław. W latach 1975–1998 wieś administracyjnie należała do województwa bydgoskiego.
Wieś jest siedzibą sołectwa Bysław w którego skład wchodzą również Bociany, Budajewo oraz Wybudowania pod Bysławek, Wybudowanie pod Lubiewice, Wybudowanie pod Szumiącą.
Nazwa wsi pochodzi od imienia męskiego Zbysław. W latach 1326–1327 notowano łacińską nazwę Sbislavia, a ok. 1400 niemiecką nazwę Grosse Bysslaw. W 1942 roku okupanci niemieccy wprowadzili dla miejscowości nazwę Bislau.

## Integralne części wsi
| SIMC    | Nazwa                     | Rodzaj    |
| ------- | ------------------------- | --------- |
| 0090345 | Bociany                   | część wsi |
| 0090351 | Budajewo                  | część wsi |
| 0090368 | Osiek                     | część wsi |
| 0090374 | Wybudowanie pod Bysławek  | część wsi |
| 0090380 | Wybudowanie pod Lubiewice | część wsi |
| 0090397 | Wybudowanie pod Szumiącą  | część wsi |

## Historia
Nazwa miejscowości pochodzi od imienia męskiego Zbysław. Wzmiankowana po raz pierwszy 29 czerwca 1301. W latach 1326–1327 notowano łacińską nazwę Sbislavia, a około roku 1400 niemiecką nazwę Grosse Bysslaw. W 1942 roku okupanci niemieccy wprowadzili dla miejscowości nazwę Bislau.
Rozwojowi średniowiecznego Bysławia sprzyjało położenie na drodze zwanej Via regia względnie Via marchionis (pol. Droga Margrabiów).
Po ratyfikacji traktatu wersalskiego, wieś została objęta przez Wojsko Polskie 27 stycznia 1920. W roku 1939 wieś znalazła się w granicach III Rzeszy. Armia Czerwona wkroczyła do wsi 13 lutego 1945. Do 1954 roku miejscowość była siedzibą gminy Bysław. W latach 1950–1998 miejscowość należała do województwa bydgoskiego, wcześniej – do województwa pomorskiego (z siedzibą w Toruniu, a po roku 1945 – w Bydgoszczy).
Na początku XXI wieku we wsi nieopodal cmentarza powstał Park 700-lecia Bysławia z kilkunastoma "drzewami rodowymi", posadzonymi przez poszczególne rodziny, których historię i zgromadzone przez nie pamiątki umieszczono pod korzeniami. Ponadto ułożono lapidarium bysławskie - zbiór siedmiu dużych głazów symbolizujących siedem wieków Bysławia.

## Zabytki
We wsi znajduje się parafialny kościół rzymskokatolicki pod wezwaniem Przemienienia Pańskiego (dawniej pw. Wszystkich Świętych), wybudowany z cegły w stylu neogotyckim w latach 1886-1888 w miejscu wcześniejszego drewnianego kościoła, datowanego już w XVI wieku. Obiekt jednonawowy z wydzielonym prezbiterium i wieżą od zachodu z iglicą. W 1908 poddany gruntownej renowacji. Dzwony na wieży pochodzą z 1636 i 1887. Do mającej tu swoją siedzibę parafii należą również kościół wraz z klasztorem w Bysławku oraz nowo wybudowany kościół św. Floriana w Minikowie.
W 2011 bysławski cmentarz wpisano do rejestru zabytków.

## Gospodarka
We wsi znajduje się firma ZPUH JK Miłosz Kiedrowski, która produkuje kontenery głównie na systemy hakowe oraz bramowe, zatrudniająca ponad 500 osób.